# Altiphylax stoliczkai
Altiphylax stoliczkai е вид влечуго от семейство Геконови (Gekkonidae). Видът е незастрашен от изчезване.

## Разпространение
Разпространен е в Индия и Пакистан.